# Chất làm sạch
Chất làm sạch, chất tẩy rửa hoặc chất tẩy rửa bề mặt cứng là những chất (thường là chất lỏng, bột, thuốc xịt, hoặc hạt) được sử dụng để loại bỏ bụi bẩn, bao gồm bụi, vết bẩn, mùi khó chịu, và những gì còn lại trên bề mặt. Mục đích của chất làm sạch bao gồm sức khỏe, sắc đẹp, loại bỏ mùi khó chịu và tránh lây lan bụi bẩn và chất gây ô nhiễm cho bản thân và những người khác. Một số chất tẩy rửa có thể tiêu diệt vi khuẩn (ví dụ như vi khuẩn ở tay nắm cửa, cũng như vi khuẩn trên mặt bàn và các bề mặt kim loại khác) và làm sạch đồng thời. Những loại khác, được gọi là chất tẩy dầu mỡ, chứa dung môi hữu cơ để giúp hòa tan dầu và chất béo.

## Có tính axit
Các chất tẩy rửa có tính axit chủ yếu được sử dụng để loại bỏ cặn bẩn vô cơ. Các thành phần hoạt tính thường là axit vô cơ mạnh và chelant. Thông thường, chất hoạt động bề mặt và chất ức chế ăn mòn được thêm vào axit.
Axit clohydric là một axit vô cơ phổ biến thường được sử dụng cho bê tông. Giấm cũng có thể được sử dụng để làm sạch bề mặt cứng và loại bỏ cặn calci cũng giúp duy trì môi trường của chúng ta không có vi khuẩn. Axit sulfuric được sử dụng trong chất tẩy rửa cống có tính axit để thông tắc đường ống bị tắc bằng cách hòa tan mỡ, protein và thậm chí cả các chất chứa carbohydrate như khăn giấy vệ sinh.

## Có tính kiềm
Chất làm sạch có tính kiềm có chứa base mạnh như natri hydroxide hoặc kali hydroxide. Thuốc tẩy (pH 12) và amonia (pH 11) là các chất tẩy rửa có tính kiềm phổ biến. Thông thường, chất phân tán, để ngăn chặn sự tái kết tụ của chất bẩn hòa tan và chelant, tấn công gỉ, được thêm vào chất làm sạch có tính kiềm.
Chất tẩy rửa có tính kiềm có thể hòa tan chất béo (kể cả dầu mỡ), dầu và các chất dựa trên protein.

## Trung tính
Các chất giặt rửa trung tính có độ pH trung tính và dựa trên các chất hoạt động bề mặt không ion để phân tán các loại chất bẩn khác nhau.

## Chất tẩy rửa
Chất tẩy rửa là hỗn hợp của các hóa chất tẩy rửa thông thường (chất hoạt động bề mặt, chất làm mềm nước) cũng như bột mài mòn. Bột mài phải có kích thước hạt đồng đều.
Hạt thường nhỏ hơn 0,05 mm. Đá bọt, calci cacbonat (đá vôi, đá phấn, đá dolomit), kaolinit, thạch anh, đá xà phòng hoặc talc thường được sử dụng làm chất mài mòn, tức là chất đánh bóng.
Bột tẩy trắng đặc biệt chứa các hợp chất giải phóng natri hypoclorit, chất tẩy trắng gia dụng cổ điển. Các tiền chất này bao gồm axit trichloroisocyanuric và hỗn hợp natri hypoclorit ("clo hóa orthophosphat ").
Ví dụ về các sản phẩm tẩy rửa đáng chú ý bao gồm: Ajax, Bar Keepers Friend, Bon Ami, Comet, Vim, Zud, và các sản phẩm khác.

## Chất làm sạch thông dụng
- Axit axetic (giấm)
- Acetone (có thể làm hỏng plastic s)
- Các dạng cồn khác nhau bao gồm cồn isopropyl hoặc cồn tẩy rửa
- Dung dịch amonia
- Amyl nitrit và nitrit khác
- Borax
- Calci hypoclorit (thuốc tẩy dạng bột)
- carbon dioxide
- Axit cromic
- Axit citric
- Freon (ví dụ: dichlorodifluoromethane) (ngừng sản xuất vào năm 1995 do hư hỏng đối với tầng ôzôn)
- Xà phòng nước mặn (xà phòng gốc kali)
- Xà phòng hoặc chất tẩy rửa
- Natri bicacbonat (muối nở)
- Natri hydroxide (dung dịch kiềm)
- Natri hypoclorit (chất tẩy lỏng)
- Natri perborat
- Natri percacbonat
- Tetrachloroethylene (giặt khô)
- atri phosphat
- Nước, chất làm sạch phổ biến nhất, là chất phân cực rất mạnh dung môi
- Xylene (có thể làm hỏng nhựa)